# Ronde van Beieren
De Ronde van Beieren (Duits: Bayern-Rundfahrt) is een jaarlijkse wielerwedstrijd, verreden in de Duitse deelstaat Beieren.
De wedstrijd bestaat sinds 1980 voor amateurs en wordt sinds 1989 door profs verreden. Ze is de hoogst aangeschreven Duitse etappewedstrijd en wordt meestal door Duitse renners gedomineerd. Ze maakt sinds 2005 deel uit van de UCI Europe Tour, het Europese continentale circuit. De edities van 2016 en 2017 werden geannuleerd.

## Lijst van winnaars

### Meervoudige winnaars
Renners in het cursief gedrukt zijn renners die nu nog actief zijn.
| Overwinningen | Renner         | Land                | Jaren              |
| ------------- | -------------- | ------------------- | ------------------ |
| 3             | Jens Voigt     | Duitsland           | 2000 + 2001 + 2004 |
| 3             | Michael Rich   | Duitsland           | 2002 + 2003 + 2005 |
| 2             | Geraint Thomas | Verenigd Koninkrijk | 2011 + 2014        |

### Overwinningen per land
| Aantal | Land                                                                        |
| ------ | --------------------------------------------------------------------------- |
| 16     | Duitsland                                                                   |
| 3      | Verenigd Koninkrijk                                                         |
| 1      | België, Canada, Noorwegen, Spanje, Tsjechië, Zwitserland, Australië, Italië |

2005 · 
2006 · 
2007 · 
2008 · 
2009 · 
2010 · 
2011 · 
2012 · 
2013 · 
2014 · 
2015 · 
2016 · 
2017 ·
2018 ·
2019 ·
2020 ·
2021 ·
2022 ·
2023 ·
2024 ·
2025
Belangrijkste etappewedstrijden

Internationaal Wegcriterium · Driedaagse Brugge-De Panne · Ronde van de Alpen · Vierdaagse van Duinkerke · Ronde van Beieren · Ronde van Noorwegen · Ronde van België · Ronde van Luxemburg · Ronde van Oostenrijk · Ronde van Wallonië · Ronde van Burgos · Ronde van Denemarken · Arctic Race of Norway · Ronde van Groot-Brittannië
Belangrijkste eendaagse wedstrijden

Trofeo Laigueglia · GP Lugano · GP Nobili Rubinetterie · Dwars door Vlaanderen · Scheldeprijs · Brabantse Pijl · GP Kanton Aargau · Brussels Cycling Classic · GP Fourmies · Primus Classic Impanis-Van Petegem · Ronde van de Drie Valleien · Milaan-Turijn · Ronde van Piemonte · Ronde van het Münsterland · Ronde van Emilia · Parijs-Tours · GP Bruno Beghelli